# Redemption, a Poem

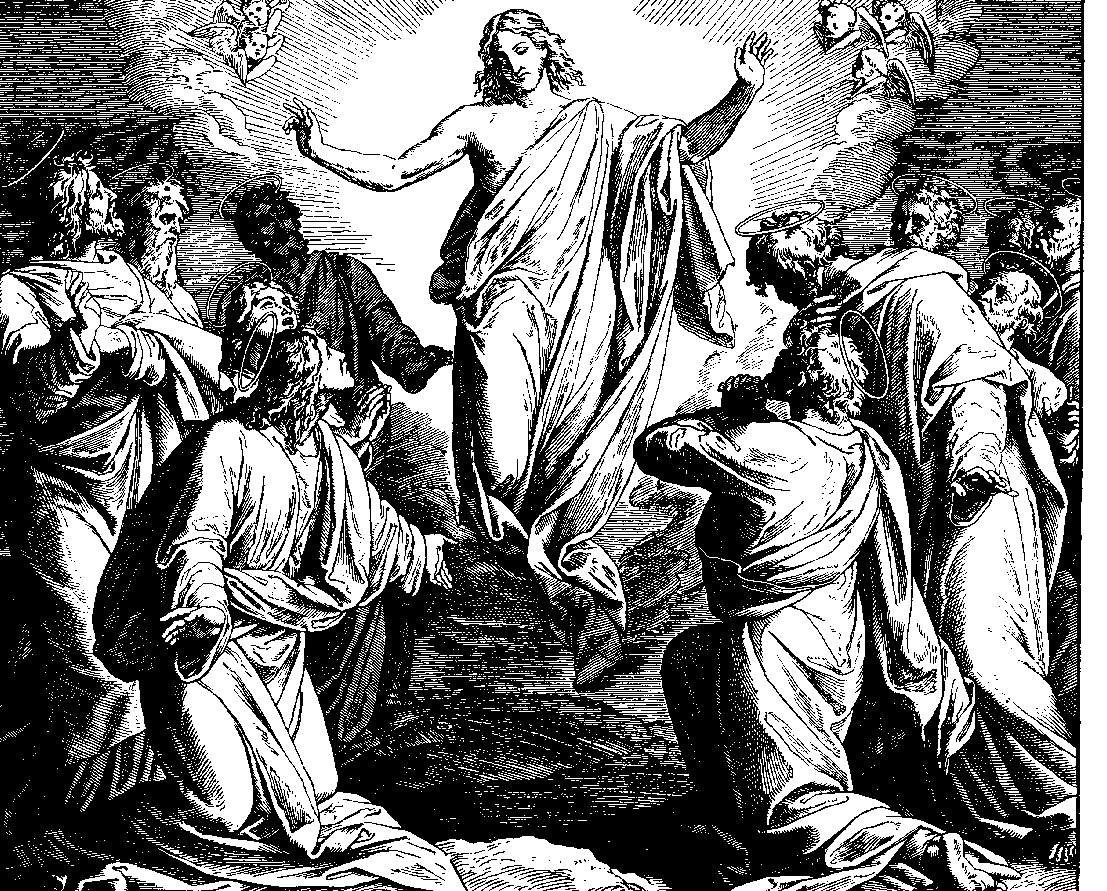
Julius Schnorr von Carolsfeld, Wniebowstąpienie

Redemption, a Poem – epos religijny amerykańskiego poety katolickiego (konwertyty) Johna Delavau Bryanta. Utwór powstał z inspiracji podróżą do Ziemi Świętej, a w szczególności Jerozolimy w momencie, kiedy autor rozważał zmianę wyznania z ewangelickiego na rzymskokatolickie. Został wydany w 1857. Składa się z dwunasty ksiąg. Jest napisany wierszem białym (blank verse), czyli nierymowanym pentametrem jambicznym, to znaczy sylabotonicznym dziesięciozgłoskowcem, w którym akcenty spoczywają na parzystych sylabach wersu. jest oparty na Biblii i tradycji katolickiej. Był porównywany do Raju utraconego Johna Miltona.
The Man divine, of Adam's race the chief,
Sing heav'nly Muse; tell how round Solyma
He walk'd, how knock'd at her imperial gates,
And o'er her ruin, long impending, hung,
With tear and earnest pleading oft besought,
Fain to avert destruction from her head;
Nor her's alone, though first to hear his voice,
Through cov'nant grace with him, whose faithfulness
Was with the promise bless'd, but all who feel
Sin's cumulative load, who inly groan,
And seek deliv'rance from her dire enthrall;
The first to hear, yet obdurate reject,
The only Hope whence safety could depend.